# Veritat (física)
En física de partícules, la veritat és un nombre quàntic de sabor que representa la diferència entre el nombre de quarks cima (o quarks veritat) (t) i antiquarks cima ({\displaystyle {\bar {t}}}) presents en una partículaː
{\displaystyle T=n_{\text{t}}-n_{\bar {\text{t}}}}
Per convenció, els (anti)quarks cima tenen veritat +1 (−1). El terme "veritat" és rarament utilitzat; la majoria de físics simplement es refereixen al "nombre (net) de quarks cima".
Com tots els nombres quàntics de sabor, la veritat és conservada sota interaccions fortes i electromagnètiques, però no sota la interacció feble. Tanmateix el quark cima és extremadament inestable, amb una vida mitjana per sota de 10−23 s, temps típic de les interaccions fortes. Per aquesta raó el top no hadronitza mai, és a dir no forma mai un estat lligat, de forma que la veritat de tots els mesons i barions és sempre igual a zero.